# 高塘镇 (临泉县)
高塘乡，是中华人民共和国安徽省阜阳市临泉县下辖的一个乡镇级行政单位。

## 行政区划
高塘乡下辖以下地区：
高塘村、董大村、贾王村、魏庄村、杨庙村、冯楼村、大姚庄村、张老庄村、孟庄村和郭桥村。